# Мікі Волш
Мікі Волш (англ. Mickey Walsh; нар. 13 серпня 1954, Чорлі) — ірландський футболіст, що грав на позиції нападника за низку англійських і португальських клубних команд, а також національну збірну Ірландії.
У складі «Порту» — дворазовий чемпіон Португалії, володар Кубка Португалії.

## Клубна кар'єра
Народився 13 серпня 1954 року в місті Чорлі. Вихованець юнацької команди місцевого однойменного футбольного клубу.
У дорослому футболі дебютував 1973 року виступами за команду клубу «Блекпул», в якій провів п'ять сезонів, взявши участь у 180 матчах чемпіонату.  Більшість часу, проведеного у складі «Блекпула», був основним гравцем атакувальної ланки команди. У складі «Блекпула» був одним з головних бомбардирів команди, маючи середню результативність на рівні 0,4 голу за гру першості.
Згодом з 1978 по 1981 рік грав у складі команд клубів «Евертон» та «КПР».
Своєю грою за останню команду привернув увагу представників тренерського штабу португальського «Порту», до складу якого приєднався 1980 року. Відіграв за клуб з Порту наступні шість сезонів своєї ігрової кар'єри. В новому клубі був серед найкращих голеодорів, відзначаючись забитим голом в середньому майже у кожній другій грі чемпіонату. За цей час двічі виборював титул чемпіона Португалії.
Згодом продовжив виступи у Португалії — протягом 1986—1987 років захищав кольори «Салгейруша» а завершив професійну ігрову кар'єру у клубі «Ешпінью», за команду якого виступав протягом 1987—1988 років.

## Виступи за збірну
Маючи ірландське походження, 1975 року дебютував в офіційних матчах у складі національної збірної Ірландії. Протягом кар'єри у національній команді, яка тривала 10 років, провів у формі головної команди країни 21 матч, забивши 3 голи.

## Титули і досягнення
- Чемпіон Португалії (2):

«Порту»: 1984-1985, 1985-1986
- Володар Кубка Португалії (1):

«Порту»: 1983-1984
- Володар Суперкубка Португалії з футболу (3):

«Порту»: 1981, 1983, 1984